# Ши Чжаоцзі
Ши Чжаоцзі (*施肇基, 10 квітня 1877 —3 січня 1958) — китайський державний діяч, дипломат часів падіння династії Цін та Китайської республіки. Відомий в США та Європи під іменем Альфред Сао-ке Ше.

## Життєпис

### Молоді роки
Походив з родини торгівця шовком на експорт. Народився в м. Сучжоу (провінція Цзянсу) у 1877 році. У 1882 році його було відправлено батьком до місцевої школу для отримання китайської класичної освіти. Захворівши ревматизмом, він переїхав до Шанхаю. У 1887–1890 роках Ши навчався в Академії Св. Іоанна. У 1890 році Ши Чжаоцзі працював редактором студентської газети St. Johns Echo.
У 1890 році він перевівся до Академії з вивчення китайської літератури, де провчився до 1892 року. У 1893 році Ши виконував обов'язки перекладача студентської місії в китайському представництві у Вашингтоні. Там же він поступив до Центральної Вищої школи. До літа 1897 року він виконував обов'язки аташе в китайському представництві, а потім вступив до Корнельського університету.
В 1899 році його заняття були перервані у зв'язку з проханням його друга Ян Цзюя поїхати з ним до Російської імперії — у Санкт-Петербург для роботи перекладачем, а потім, в той самий рік, — як супроводжуючого на першу Гаазьку мирну конференцію. Водночас у 1901 році отримав ступінь бакалавра, а в 1902 році — магістра, ставши першим китайцем, який здобув освіту в Корнельському університеті.

### На служді Цін
Влітку 1902 року Ши Чжаоцзі повернувся до Китаю, щоб відвідати старшого брата в Ханькоу. За рекомендацією останнього він був призначений секретарем в офіс губернатора Учана та суперінтендантом Північно-Західної Вищої школи і водночас спостерігачем за навчанням студентів провінції Хубей у США. Незабаром познайомився з Джеремі Дженксом, професором-економістом Корнельського університету, якого в ролі перекладача супроводжував у подорожі Китаєм. Під час поїздки по різних провінціях Ши Чжаоцзі зустрічався з відомими офіційними особами, зокрема Тан Шаоі, Сюй Шічан, Гу Вейцзюнь.
У липні 1905 року Ши на прохання Сюй Шічана погодився супроводжувати місію, спрямовану за кордон для вивчення структури урядових органів західних держав. Місія провела декілька місяців в США і Європі, повернувшись в середині 1906 року. У вересні того ж року Ши здав урядові іспити з права і отримав вчену ступінь.
З 1906 по 1909 року Ши Чжаоцзі працював на різних посадах в правлінні Пекін-Мукденської і Пекін-Ханькоуської залізниць, суперінтендантом митниці в Харбіні. У 1910 рлці він пішов у відставку з усіх посад в Гіріні (Цзілінь), щоб обійняти посаду молодшого радника в Міністерстві закордонних справ в Пекіні, в серпні 1911 року його було призначено представником імператорського Китаю в США, Мексиці, Кубі і Перу. Проте внаслідок сіньхайської революції 1911 року не зміг виїхати до місця служби, а згодом втротив свою посаду.

### На службі Республіки
Навесні 1912 року Ши зайняв пост Міністра шляхів сполучення і одночасно виконував обов'язки Міністра фінансів у новому республіканському уряді Тан Шаоі. Після виходу Тана у відставку в червні 1912 року Ши також залишив свою посаду. Згодом він був призначений представником Китайської республіки в США, але парламент відмовився затвердити його призначення.
У 1913 році Ши Чжаоцзі приступив до виконання обов'язків начальника протокольного відділу в президентському офісі Юань Шикая, а в червні 1914 року його було відправлено до Великої Британії як дипломатичного представника Китаю. Він прибув до Лондона в грудні, і залишався там протягом усієї Першої світової війни.
У 1919 році Ши Чжаоцзі був членом разом з Гу Вейцзюнем, Ван Чжентіном був членом китайської делегації на Паризькій мирній конференції. Втім Ши відігравав на конференції малопомітну роль, поступившись впливу Гу Вейцзюню. У 1921 році Ши Чжаоцзі було призначено головою китайської делегації на Вашингтонській конференції, в якій брав найактивнішу участь. Ши спрямував зусилля на повернені Китаю півострова Шандунь та залізниці Ціндао — Цзінань і території Цзяочжоу. Зрештою при посередництві США та Великої Британії цього вдалося домогтися (прийнято проект Бальфура), але Китай за це зобов'язався сплатити Японії величезну грошову компенсацію.
Після завершення роботи Вашингтонської конференції, Ши Чжаоцзі січні 1923 року стає міністром закордонних справ, але в результаті гострої політичної боротьби між політичними угрупованнями, був змушений вже в лютому вийти у відставку. З 1923 до 1929 року Ши обіймав посаду дипломатичного представника у Вашингтоні, а у 1929–1932 роках — у Великій Британії.
У 1924–1925 роках брав участь у Женевській конференції з опіуму, Митній конференції в Пекіні, працював у Комісії щодо скасування прав екстериторіальності, створеної відповідно до рішення Вашингтонської конференції, склав з цього питання власний проект з 3-х статей, одна з яких передбачала підпорядкування британських підданих китайської юрисдикції.
У липні 1931 року був призначений нанкінським урядом головним делегатом на Асамблею Ліги Націй і 14 вересня був введений до складу Ради Ліги Націй. Після вторгнення 18 вересня 1931 року японців до Маньчжурії, китайський уряд доручив йому забезпечити розв'язання китайсько-японського конфлікту. Втім не змігдомогтися відновити статус-кво, за що втратив свою посаду.
У 1935 році Ши Чжаоцзі став першим китайським послом в США. Він перебував на цій посаді до травня 1937 року, коли його змінив Ван Чжентін. У 1937 році Ши пішов з дипломатичної служби і оселився в Шанхаї. Незабаром отримує посаду директора Відділу пропаганди Міжнародного комітету з надання допомоги, а також заснував асоціацію по боротьбі з туберкульозом, яка підтримувала міський шпиталь Шанхая. У липні 1938 року він був призначений в Народну Політичну Раду в Чунціні.
Ши прожив в Шанхаї до 1940 року, а в червні 1941 року виїхав до США, де за пропозицією Ф. Рузвельта працював у різних міжнародних організаціях. Після початку війни на Тихому океані в грудні 1941 року Ши зайняв посаду голови комісії, що займалася постачанням у Китай товарів військового призначення. При цьому він виконував обов'язки старшого радника високого рангу при китайської делегації на Конференції OOH в Сан-Франциско в червні 1945 року.
Протягом 1948–1950 років він працював у консультативному комітеті Міжнародного банку реконструкції та розвитку. Весь час мешкав у Вашингтоні, де у нього в жовтні 1954 року стався інсульт, а 3 січня 1958 він помер.